# Hannersdorf
Hannersdorf (ungarisch Sámfalva, kroatisch Šampovar, Romani Schampara) ist eine Gemeinde mit 740 Einwohnern (Stand 1. Jänner 2025) im Bezirk Oberwart im Burgenland in Österreich.

## Geografie
Die 850 Einwohner zählende Gemeinde liegt im Südburgenland 268 Meter über der Meereshöhe.

### Gemeindegliederung
Das Gemeindegebiet umfasst folgende drei Ortschaften (in Klammern Einwohnerzahl Stand 1. Jänner 2025):
- Burg (212)
- Hannersdorf (403)
- Woppendorf (125)

Die Gemeinde besteht aus den Katastralgemeinden Burg, Hannersdorf und Woppendorf.
| Deutscher Ortsname | Ungarischer Ortsname | Kroatischer Ortsname | Roman Ortsname |
| ------------------ | -------------------- | -------------------- | -------------- |
| Burg               | Pinkaóvár            | Porka                | -              |
| Hannersdorf        | Sámfalva             | Šampovar             | Schampara      |
| Woppendorf         | Várújfalu            | Sovice               | -              |

### Nachbargemeinden
|                | Schachendorf                                |           |
| Großpetersdorf | Kompassrose, die auf Nachbargemeinden zeigt | Schandorf |
| Badersdorf     | Deutsch Schützen-Eisenberg                  | Ungarn    |

## Geschichte
Erstmals erwähnt wurde der Ort im Jahre 1406 unter dem ungarischen Namen Samfolua. Der heutige Name leitet sich von Heinrichsdorf ab.
Der Ort gehörte bis 1920/21 mit dem ganzen Burgenland zu Ungarn (Deutsch-Westungarn). Nach Ende des Ersten Weltkriegs wurde das heutige Burgenland in den Verträgen von St. Germain und Trianon 1919 Österreich zugesprochen (siehe auch Geschichte des Burgenlandes).
Im Jahr 1971 wurden die Gemeinden Burg, Woppendorf und Hannersdorf zusammengelegt.

### Bevölkerungsentwicklung

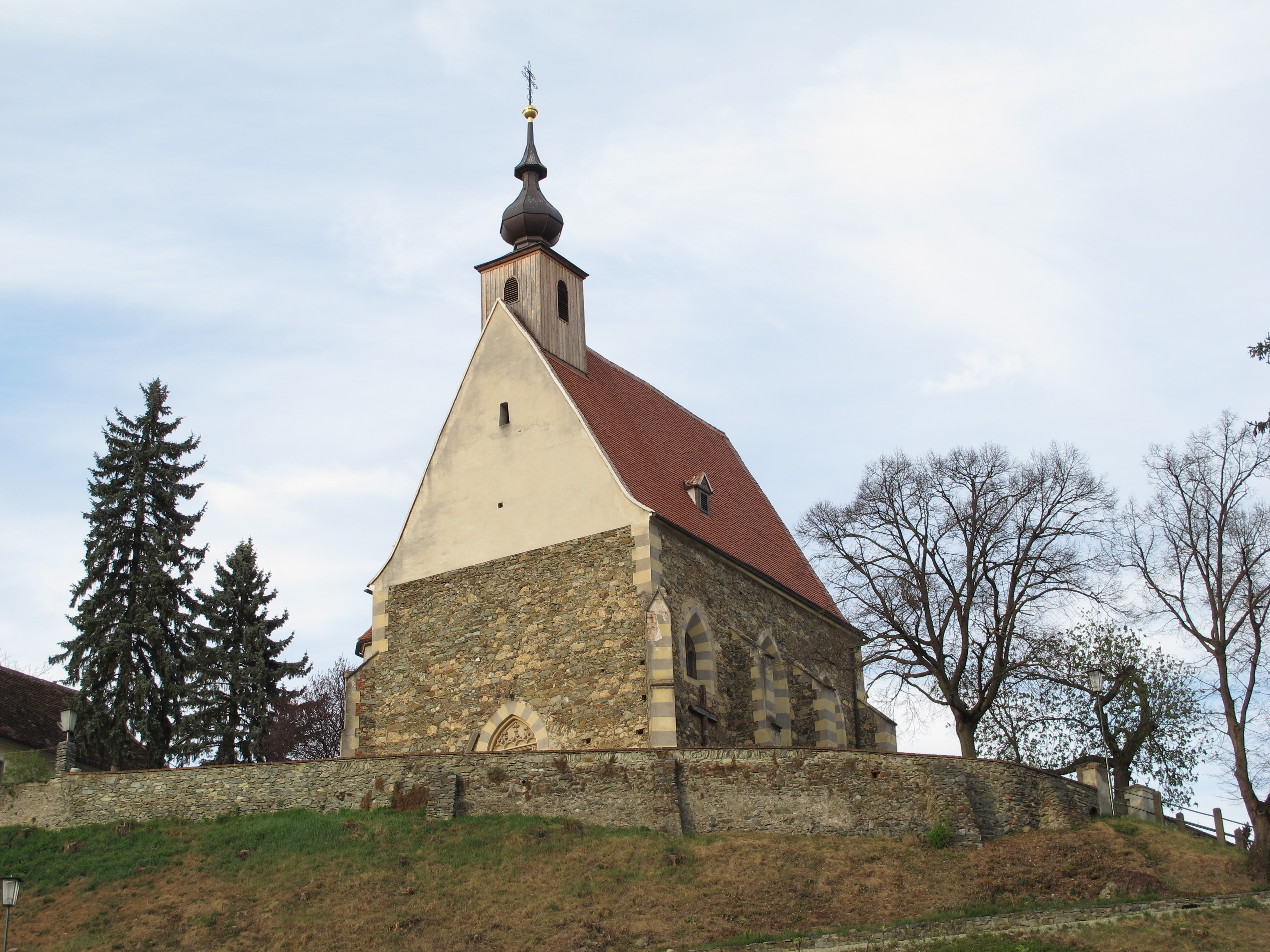
Pfarrkirche Hannersdorf

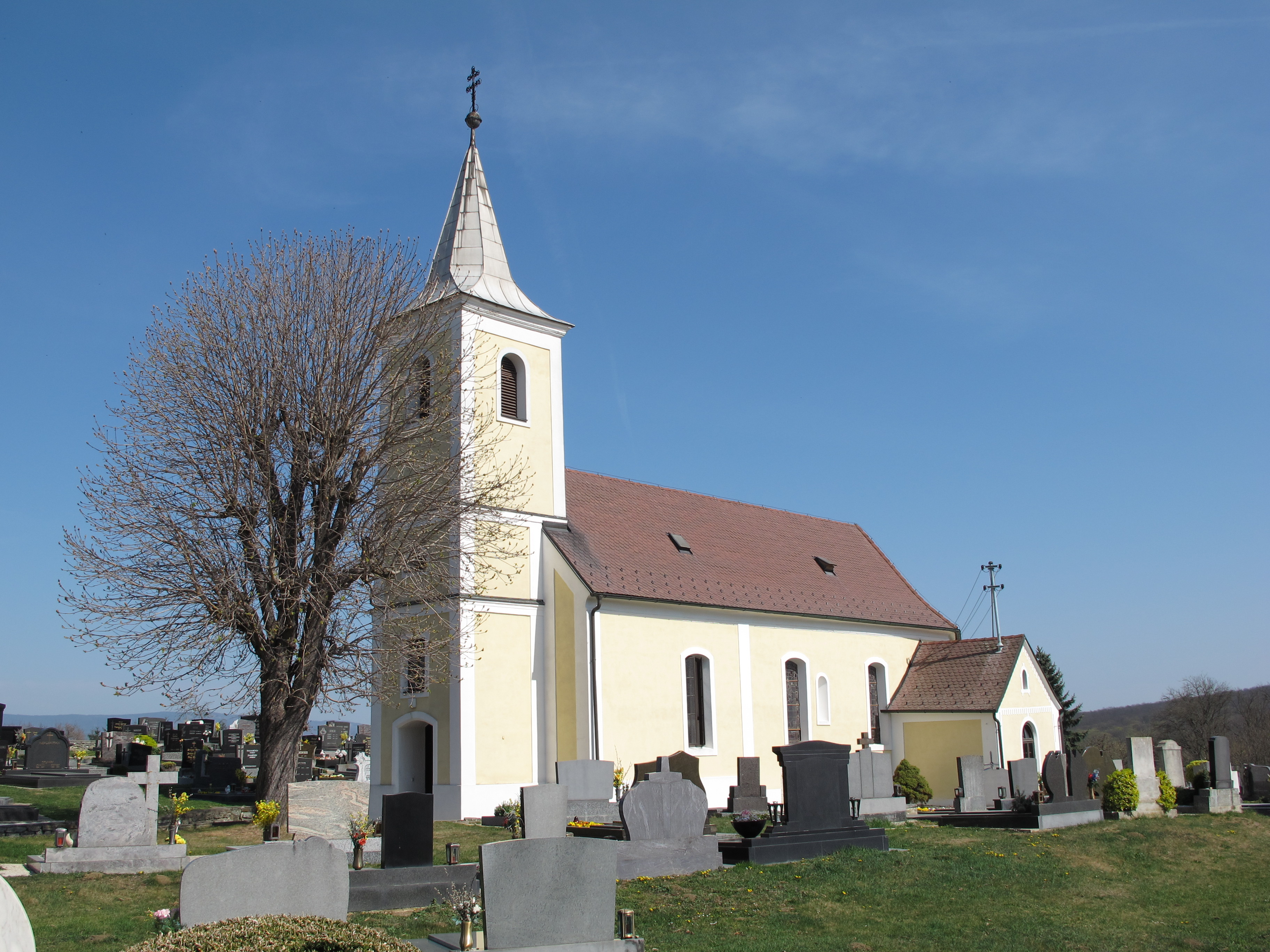
Filialkirche Burg

## Kultur und Sehenswürdigkeiten
- Katholische Pfarrkirche Hannersdorf Mariä Geburt

### Sport
Eine bedeutende Rolle im dörflichen Leben spielt der Fußballverein, der SV Hannersdorf.

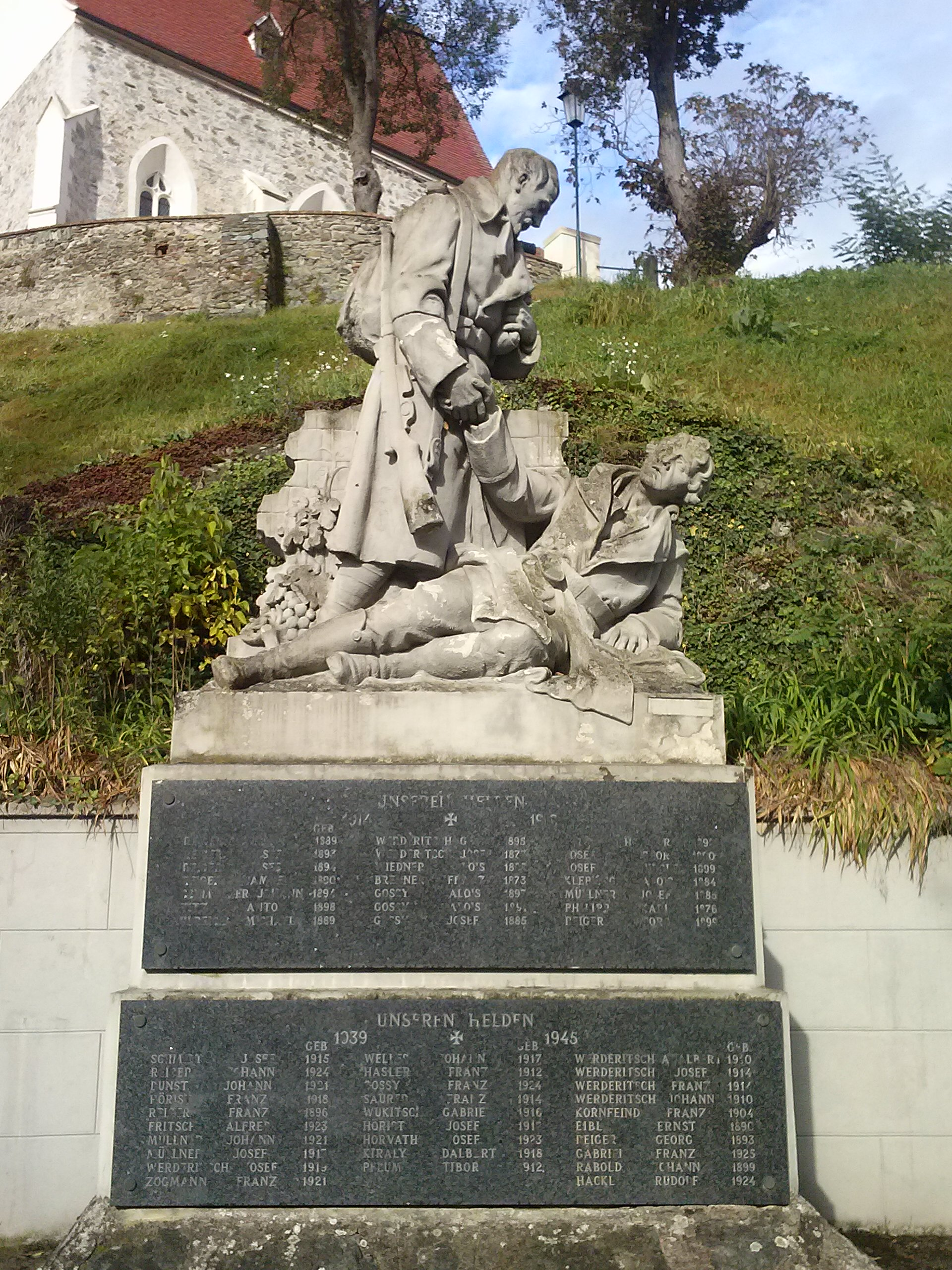
Kriegsdenkmal Hannersdorf

## Wirtschaft und Infrastruktur
- Pinkataler Schotterwerke: Das Schotterwerk hat Steinbrüche in Hannersdorf und Burg.
- Bildung: In der Gemeinde gibt es einen Kindergarten und eine einklassige Volksschule (Stand 2019/20).[4][5]

## Politik

### Gemeinderat
Der Gemeinderat umfasst aufgrund der Anzahl der Wahlberechtigten insgesamt 15 Mitglieder.
| Partei          | 2022             | 2022             | 2022             | 2017             | 2017             | 2017             | 2012             | 2012             | 2012             | 2007             | 2007             | 2007             | 2002             | 2002             | 2002             | 1997             | 1997             | 1997             |
| Partei          | Sti.             | %                | M.               | Sti.             | %                | M.               | Sti.             | %                | M.               | Sti.             | %                | M.               | Sti.             | %                | M.               | Sti.             | %                | M.               |
| --------------- | ---------------- | ---------------- | ---------------- | ---------------- | ---------------- | ---------------- | ---------------- | ---------------- | ---------------- | ---------------- | ---------------- | ---------------- | ---------------- | ---------------- | ---------------- | ---------------- | ---------------- | ---------------- |
| SPÖ             | 305              | 46,21            | 7                | 283              | 39,14            | 6                | 363              | 50,42            | 8                | 351              | 53,59            | 8                | 365              | 54,48            | 8                | 357              | 55,69            | 8                |
| ÖVP             | 225              | 34,09            | 5                | 270              | 37,34            | 6                | 183              | 25,42            | 4                | 304              | 46,41            | 7                | 292              | 43,58            | 7                | 284              | 44,31            | 7                |
| BHW A1          | 130              | 19,79            | 3                | 151              | 20,89            | 3                | 174              | 24,17            | 3                | nicht kandidiert | nicht kandidiert | nicht kandidiert | nicht kandidiert | nicht kandidiert | nicht kandidiert | nicht kandidiert | nicht kandidiert | nicht kandidiert |
| FPÖ             | nicht kandidiert | nicht kandidiert | nicht kandidiert | 19               | 2,63             | 0                | nicht kandidiert | nicht kandidiert | nicht kandidiert | nicht kandidiert | nicht kandidiert | nicht kandidiert | nicht kandidiert | nicht kandidiert | nicht kandidiert | nicht kandidiert | nicht kandidiert | nicht kandidiert |
| Grüne           | nicht kandidiert | nicht kandidiert | nicht kandidiert | nicht kandidiert | nicht kandidiert | nicht kandidiert | nicht kandidiert | nicht kandidiert | nicht kandidiert | nicht kandidiert | nicht kandidiert | nicht kandidiert | 13               | 1,94             | 0                | nicht kandidiert | nicht kandidiert | nicht kandidiert |
| Wahlberechtigte | 7676             | 7676             | 7676             | 817              | 817              | 817              | 842              | 842              | 842              | 821              | 821              | 821              | 800              | 800              | 800              | 789              | 789              | 789              |
| Wahlbeteiligung | 89,83 %          | 89,83 %          | 89,83 %          | 92,66 %          | 92,66 %          | 92,66 %          | 89,55 %          | 89,55 %          | 89,55 %          | 87,21 %          | 87,21 %          | 87,21 %          | 90,88 %          | 90,88 %          | 90,88 %          | 89,73 %          | 89,73 %          | 89,73 %          |

### Gemeindevorstand
Neben Bürgermeister Gerhard Klepits (ÖVP) und Vizebürgermeister Roman Hörist (SPÖ) gehören weiters die geschäftsführenden Gemeinderäte Maria Gollacz-Kristaloczi (ÖVP), Sebastian Pichler (SPÖ) und Ernst Wacholder (BHW) dem Gemeindevorstand an.
Zum Umweltgemeinderat wurde Bernhard Klepits (ÖVP) gewählt.
Zu Ortsvorstehern wurden Wolfgang Muhr (ÖVP, für Burg) und Helmut Deutsch (ÖVP, für Woppendorf) gewählt.

### Bürgermeister
Bürgermeister ist Gerhard Klepits (ÖVP). Nachdem Erich Werderits (SPÖ), der knapp 40 Jahre lang dem Gemeinderat (davon fünf Jahre als Vizebürgermeister) angehörte und nahezu 25 Jahre als Bürgermeister war, am 16. Dezember 2016 ankündigte, sein Amt als Bürgermeister per 31. Dezember 2016 zurückzulegen, wurde Vizebürgermeister Roland Gabriel (SPÖ) vom Gemeinderat zum Nachfolger gewählt. Bei der Bürgermeisterdirektwahl am 1. Oktober 2017 erreichten im ersten Wahlgang Gerhard Klepits (ÖVP) 43,45 % und Gabriel 32,89 %, während Wolfgang Muhr (BHW, 20,05 %) und Stefanie Karlovits (FPÖ, 3,61 %) ausschieden. Bei der Stichwahl am 29. Oktober 2017 setzte sich Klepits mit 65,01 % durch, Gabriel erhielt 34,99 %, wurde in der konstituierenden Sitzung des Gemeinderats am 17. November 2017 erneut zum Vizebürgermeister gewählt. Im Jahr 2022 wurde Gerhard Klepits mit 50,3 % im Amt bestätigt.

### Wappen
|  | Blasonierung: „Zwischen schwarzen, durch goldene Zinnen gespaltene Flanken ein oben und unten anstoßender Römerstein mit goldenem Bord und rotem Feld, darin golden aus einem Akantheros ein Weinstock mit vier Blättern und vier Trauben wachsend.“ |